# Juda ibn Tibbon
Juda ben Saul ibn Tibbon dit aussi Yehuda Ibn Tibón, né à Grenade en 1120 et mort à Marseille vers 1190) est un érudit, traducteur, linguiste et rabbin andalou devenu l'une des figures majeures du judaïsme provençal et languedocien du XIIe siècle. 
Premier membre connu de la lignée des Tibbonides, il inaugure la tradition de traduction des œuvres judéo-arabes en hébreu, qui fera la célébrité de la famille.

## Éléments biographiques
Né à Grenade (dit Garnata al-Yahud à l’époque musulmane puis rebaptisée El Realejo sous les contraintes des Rois Catholiques) en 1120, il quitte l'Espagne en 1148 ou 1150, à l'âge de 28 ou 30 ans, probablement à la suite de la conquête almohade, et s'établit à Lunel, en Provence vers 1150. 
Lorsque le voyageur Benjamin de Tudèle l'y rencontre dix ans plus tard, il s'est établi comme médecin.
Il est proche de Meshoulam ben Jacob et de ses deux fils, Asher et Aaron, dont il recommande la compagnie à son fils, Samuel, dans son testament. Il fréquente également Abraham ben David de Posquières et Zerahia ha-Levi dont il reconnaît publiquement que celui-ci lui est intellectuellement supérieur et souhaite que leurs fils se fréquentent. 
Médecin, philosophe, poète, linguiste et traducteur, il fait partie des Rishonim.
Outre son fils Samuel ibn Tibbon, il a deux filles, dont le mariage semble lui avoir causé de nombreux soucis.
Il meurt à Marseille vers 1190.

## Œuvres
Juda ibn Tibbon est principalement connu pour son travail de traduction, dans lequel il fait figure de pionnier. Nombre de classiques de la littérature judéo-arabe ne sont d'ailleurs connus que par sa traduction ; il entre ainsi dans l'histoire comme le « père des traducteurs ». Grâce à ses travaux, la science arabe devient accessible à l'Europe médiévale et à travers elle les textes grecs. 
Il a également produit quelques compositions indépendantes.

### Traductions

#### Œuvres philosophiques
Juda ibn Tibbon a traduit : 
- Le Al-Hidayah ila Fara'id al-Qulub (Les Devoirs du Cœur) de Bahya ibn Paquda, devenu Torat Hovot haLevavot dans la traduction d'Ibn Tibbon .
Il traduit le premier traité en 1161, à la demande de Meshoulam ben Jacob et de son fils Asher. Joseph Kimhi entreprend alors de traduire les neuf autres traités, retraduisant ensuite le premier, mais sa traduction est largement influencée par ses propres conceptions sur les doctrines exposées dans le livre. Juda ibn Tibbon reprend donc la traduction du traité, à la demande de Abraham ben David de Posquières, et c'est cette traduction qui fait actuellement autorité, tandis que celle de Joseph Kimhi est progressivement oubliée. La traduction du livre de Bahya est imprimée pour la première fois à Naples, en 1489, sans titre.
- Le Kitab Islaḥ al-Akhlaḳ (« Livre de la Correction des mœurs ») de Salomon ibn Gabirol, devenu le Tikkoun Midot haNefesh. Ce livre, ainsi que le précédent, seront imprimés ensemble à Constantinople, en 1550.
- Le Kitab al-Ḥujjah (« Livre de l'argumentation pour la défense de la religion méprisée ») de Juda Halevi, devenu le Sefer haKuzari, en 1167, imprimé pour la première fois à Fano en 1506, et réédité de nombreuses fois depuis. Là aussi, la traduction de Juda ibn Tibbon s'est imposée sur celle de Juda ibn Cardinal, dont seule une partie du travail a été préservée.
- Le Kitab al-Amanat wal-I'tiḳadat (« Livre sur les Articles de Foi et les Doctrines du Dogme ») de Saadia Gaon, devenu Sefer haEmounot vehaDe'ot, et dont la traduction fut effectuée en 1186. La 1re édition a eu lieu à Constantinople, en 1562.

#### Œuvres linguistiques
En 1171, Juda ibn Tibbon achève la traduction des Kitab al-Luma (« Livre des plates-bandes de fleurs multicolores ») et Kitab al-Uṣul (« Livre des Racines des mots ») de Yona ibn Jannah, le plus pénétrant des grammairiens hébraïsants jusqu'à nos jours.
Le premier livre, traité de grammaire hébraïque, est traduit sous le titre de Sefer HaRikma. Il a été édité par B. Goldberg, avec des notes de Raphael Kirchheim, à Francfort, en 1856). La traduction comprend une préface d'Ibn Tibbon, où celui-ci expose ses opinions sur l'art de la traduction hébraïque.
Le second livre, dictionnaire hébraïque, est devenu le Sefer ha-Shorashim (édité par W. Bacher, Berlin, 1896). Isaac Albargeloni et Isaac HaLévi en avaient déjà entamé la traduction, jusqu'à la lettre lamed.

#### Attribution douteuse
Juda ibn Tibbon aurait également traduit le Mivḥar ha-Peninim, un recueil de poèmes traditionnellement attribué à Ibn Gabirol. Cependant, seuls deux manuscrits attribuent la traduction à Juda ibn Tibbon. De plus, l'un de ceux-ci le fait naître à Séville au lieu de Grenade.
On lui attribue aussi une traduction de l’Analytica Posteriora d'Aristote. Cette traduction se serait perdue depuis et il est fort douteux qu'elle soit effectivement l'œuvre de Juda ibn Tibbon.

### Œuvres personnelles

#### Préface du traducteur auHovot HaLevavot
La préface de Juda ibn Tibbon à sa première traduction est en soi un petit traité sur l'art de la traduction.
L'auteur commence par y exprimer ses réticences à traduire le livre, lesquelles n'ont cédé que devant l'insistance de ses amis. Il fait part de ses hésitations, de sa maîtrise insuffisante de l'hébreu et du caractère novateur de sa traduction, pionnière sinon première du genre.
Il attribue le caractère imparfait des traductions de ses prédécesseurs au fait qu'ils ne maîtrisent pas totalement l'arabe ou l'hébreu ou que, malgré leur maîtrise, ils aient fait passer leurs propres opinions au détriment de celles de l'auteur.
Selon Juda ibn Tibbon, l'hébreu ne peut pas toujours rendre la richesse de l'original arabe, d'où l'introduction regrettable mais inévitable de néologismes, nouvelles formes verbales et « rabbinismes » dans son style.
Il affirme qu'un traducteur devrait d'abord s'en tenir à une traduction littérale avant de la relire comme s'il s'agissait d'une production tout à fait originale. Juda ibn Tibbon a, de fait, souvent traduit les erreurs glissées dans les manuscrits dont il se servait sans se soucier du sens (ou plutôt de l'absence de sens) qu'elles entraînaient.

#### Testament
La tzava'a (équivalent des dernières volontés) de Juda ibn Tibbon est rédigée peu avant son décès. Elle est adressée à son fils Samuel, lequel est déjà père d'un fils lui-même. Écrite dans le style habituel de l'auteur, direct et accessible, elle est considérée comme l'une des pièces les plus intéressantes de ce type de littérature, donnant en outre un large aperçu de la personnalité de son auteur, et de sa relation avec son fils.
Le plus grand grief formulé par Juda à l'égard Samuel, dont il reconnaît la supériorité sur lui-même, est qu'il n'a jamais fait part à son père de ses commerces (littéraires ou autres) et n'a jamais rien partagé avec lui.
Il recommande à Samuel l'exercice de la calligraphie arabe car elle a permis à des Juifs dont Samuel HaNaggid d'atteindre de hautes positions (la plupart des Juifs arabophones écrivaient l'arabe en caractères hébraïques). 
Il l'exhorte à vivre dans la moralité et à étudier la Torah, sans négliger les sciences profanes, y compris la médecine. Il lui recommande de lire des ouvrages de grammaire le Chabbat et lors des fêtes juives (jours chômés pour les Juifs), sans oublier la lecture des Mishle (Livre des Proverbes) et Ben Mishle (poème de Samuel HaNaggid imitant le style et contenu des Mishle).
Il enjoint à son fils de suivre rigoureusement les lois hygiéno-diététiques, qui le préserveront de la maladie, et préserveront son prestige de médecin dans le grand public.
Il lui lègue ensuite sa bibliothèque, « son plus grand trésor, » son « meilleur compagnon, » et ses « plus beaux jardins, » ajoutant :

« Voici, j'ai rassemblé pour toi une grande bibliothèque, afin que tu ne doives jamais emprunter de livre à quiconque. Comme tu as pu le voir par toi-même, de nombreux étudiants courent çà et là, cherchant des livres sans jamais les trouver... Parcours tes livres hébreux chaque mois, tes livres arabes tous les deux mois, tes livres reliés tous les trois mois. Maintiens l'ordre dans ta bibliothèque, afin de ne pas devoir chercher tes livres. Prépare une liste de livres sur chaque étagère, et remets chaque livre à l'étagère qui convient. Prends également soin des feuilles volantes dans les livres, car elles contiennent des données extrêmement importantes que j'ai moi-même rassemblées et écrites. Ne perds aucun écrit, aucune lettre de ce que je te laisse [...] Couvre tes étagères de belles tentures, protège-les de l'eau du toit, des souris, de tout dommage, parce qu'elles sont ton plus précieux trésor. »

Il conseille ensuite à son fils de lire la parasha de la semaine en arabe chaque Chabbat, afin de s'initier à l'art de la traduction, s'il devait jamais montrer un penchant pour celle-ci. Il lui recommande d'écrire dans un style simple, élégant, et d'éviter la surcharge, l'emploi trop fréquent de termes étrangers, et les constructions de phrases inhabituelles et affectées ; d'utiliser des mots qui ont une sonorité harmonieuse et sont faciles à prononcer ; d'avoir une belle écriture, d'écrire sur un parchemin de qualité avec une bonne encre, etc.
Le testament se conclut par un poème résumant son contenu.
Le testament de Juda ibn Tibbon semble avoir produit son effet sur Samuel : celui-ci s'illustrera par sa traduction du Guide des Égarés de Moïse Maïmonide et rendra hommage à son père dans l'introduction à ladite traduction, le qualifiant de « père des traducteurs. » EIle a été publiée avec une ébauche biographique rédigée en allemand par M. Steinschneider (Berlin, 1852) et traduite en anglais par (Derekh Tovim, Londres, 1852).
Depuis novembre 2021, l’unique traduction en français du « Testament » de Judah Ibn Tibbon, est parue sous le titre : Au nom du père pour le fils : le testament spirituel de Judah Ibn Tibbon, coll. spiritualité, Éditions Lis & Parle, Bagnolet, 2021, 152 pages, traduction, notes et commentaire par Michel Garel (ISBN 978-2-915387-15-5). Michel Garel, ancien conservateur en chef des manuscrits hébraïques à la Bibliothèque nationale de France, bouleverse la perception que les historiens de la pensée juive avaient jusqu’ici de cette composition.

#### Autres
Juda ibn Tibbon mentionne deux travaux dans son testament, le Sod Tzahout Halashon, sur la rhétorique et la grammaire, et un commentaire sur le Livre des Proverbes.
Cependant, il semble peu probable que le premier travail ait été achevé, et seul le titre en est connu ; quant au second, il se base sur une phrase de son testament, « Souviens-toi de mon explication d'Eshet Hayil » mais il pourrait s'agir d'une explication orale.